# Gonzalo Gómez Sáenz-López
Gonzalo Gómez Sáenz-López (Logroño, 11 de junio de 1990-14 de octubre de 2024) fue un futbolista español, que se desempeñaba como portero. 

## Trayectoria

### Como jugador
Comenzó a jugar en las categorías inferiores del Club Deportivo Berceo y Peña Balsamaiso Club de Fútbol. En el 2009 ingresa la Sociedad Deportiva Logroñés donde formó parte de la plantilla que jugó su primer partido oficial contra el Club de Fútbol Ciudad de Alfaro el 1 de agosto de ese mismo año en partido correspondiente a la Regional Preferente de La Rioja. Logró ascender con el equipo blanquirrojo a la Tercera División y a la Segunda B.
También formó parte del Club Deportivo Calahorra, el Náxara Club Deportivo y la Sociedad Deportiva Oyonesa.

### Como entrenador
Formó parte del cuerpo técnico de la EDF Logroño y del Comillas Club de Fútbol. En la temporada 2024-25 iba a ser entrenador de porteros de la Sociedad Deportiva Oyonesa cuando le sobrevino un cáncer que acabó con su vida a los 34 años.

## Clubes
| S.D. Logroñés  | España | 2009 - 2015 |
| C.D. Calahorra | España | 2015 - 2019 |
| Náxara CD      | España | 2019 - 2021 |
| SD Oyonesa     | España | 2021 - 2023 |

## Palmarés
| Título                          | Club          | Año     |
| ------------------------------- | ------------- | ------- |
| Regional Preferente de La Rioja | S.D. Logroñés | 2009-10 |
| Tercera División de España      | S.D. Logroñés | 2011-12 |